# Авторський коментар
Авторський коментар — тлумачення автором певних слів, фрагментів чи сюжетних ліній свого твору у вигляді приміток та пояснень.
Наприклад, Юрій Клен коментував деякі поезії своєї збірки «Каравели» (Прага, 1943), розкриваючи історію їх написання («Кортес», «Вікінги», «Сковорода»), зіставляючи редакції («Жанна Д'Арк») тощо

## Джерело
- Літературознавчий словник-довідник за редакцією Р. Т. Гром'яка, Ю. І. Коваліва, В. І. Теремка. — К.: ВЦ «Академія», 2007